# 越南裔美國人
越南裔美國人（越南语：／?）又稱美籍越南人，是指具有越南民族血统的美国人，约占海外越南人数量的一半，同时也是亚裔美国人第四大族群。1975年越南战争結束后，大批越南人移民美国。早期移民主要是受政治迫害或贫困的船民，逃离家园者通常被迫成为城市贫民，这些人在短时间内无法组成有力的社会团体。超过一半的越裔美国人居住于加利福尼亚州和德克萨斯州。
2005年，越南裔美國人的人口已經超過150萬。

## 人口与分布
作为一个相对较新的移民群体，大部分越裔美国人是第一代或第二代移民。大约有100万人在家中使用越南语，使越南语成为美国第七大语言。作为难民，越裔美国人有较高的归化比例。根据美国2012年的统计数据，有1,675,246人有单独的越南血统，若包括越南与其他族群的混血者，则为1,860,069人，其中加利福尼亚州和德克萨斯州占比例最高，分别为40%和12%，其它包括华盛顿州（4%），佛罗里达州（4%）和弗吉尼亚州（3%）。加州橙县有越裔美国人184,153人，占该县人口的6.1%。其它包括洛杉矶县、圣塔克拉拉县。26%的越裔美国人分布于这三县。
与越南本土人相比，越裔美国人基督徒比例更大。越南人口中6%为基督徒，而越裔美国人中的比例则为26%。

## 历史

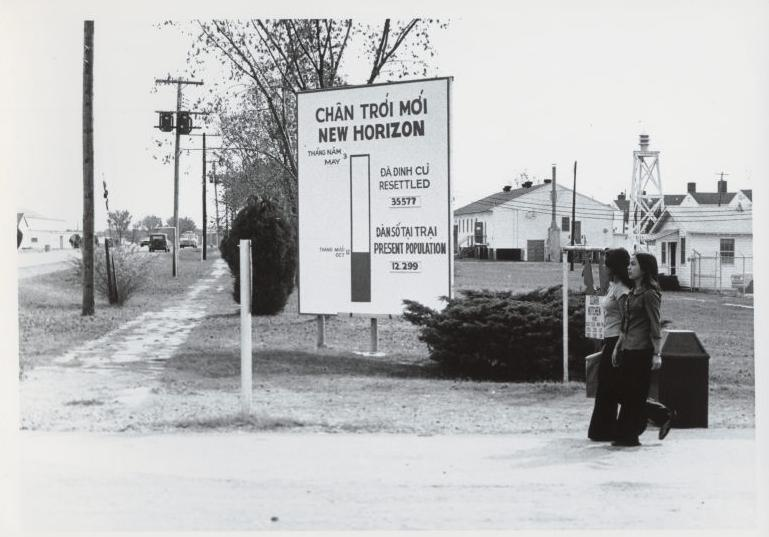
1975年在阿肯色州Chaffee港的越南难民

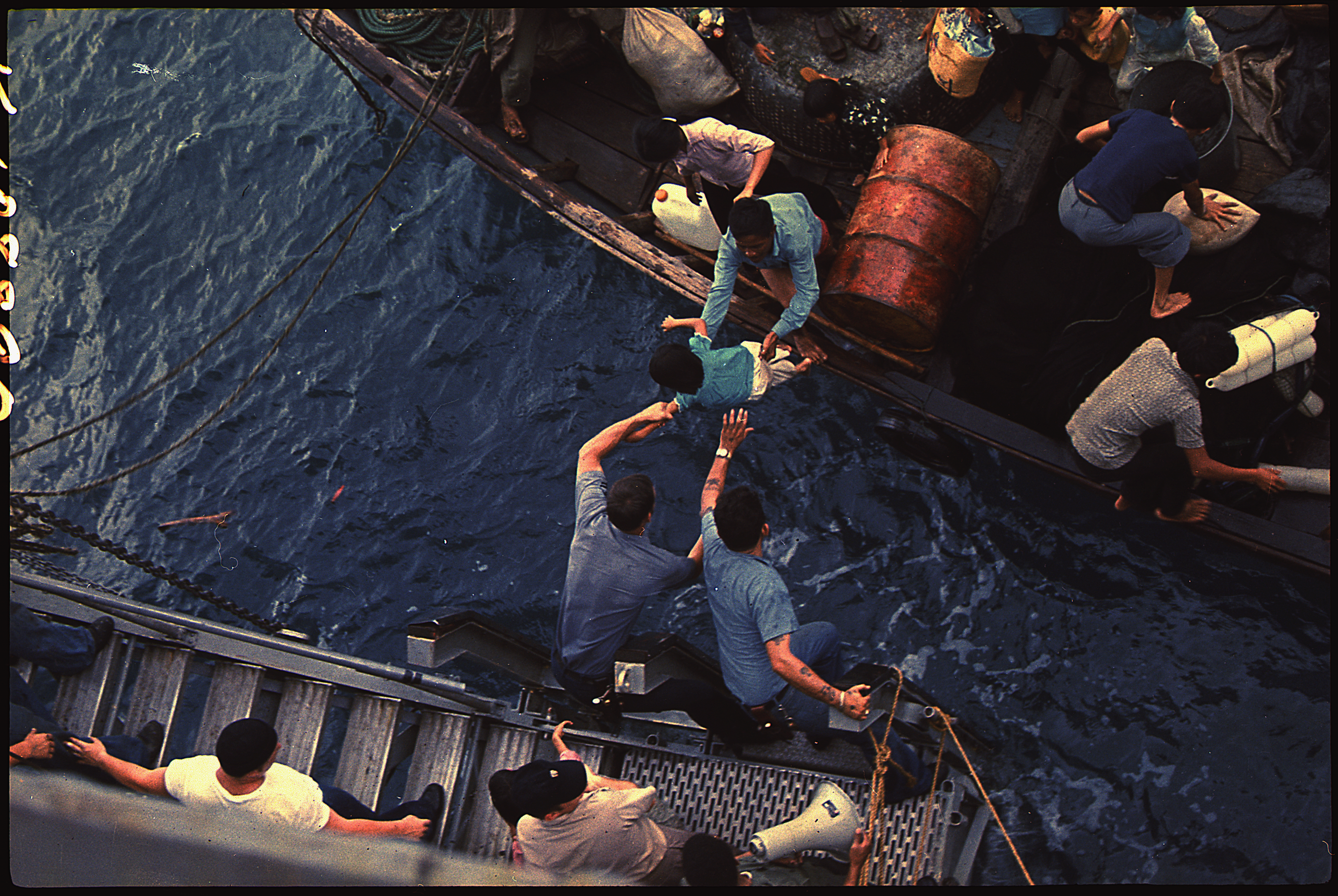
1975年4月3日，美國海軍杜爾翰號兩棲貨運艦接起透過小船逃到南中國海的越南難民。

越裔美国人的历史相当晚。1975年之前，大部分定居于美国的越南人是美国军人或学术界人士的妻子和子女。记录显示，有一批越南人在十九世纪和二十世纪初期在美国从事各种身份较为低微的工作，这其中就包括后来越南的政治家胡志明。但是，这批人的数量很少。根据美国移民和归化部门统计，1950年至1974年间，只有650人移民美国（不包括学生、外交和军事人员）。1975年4月30日西贡陷落后越南战争结束，由于担心共产党政府的报复，那些与美国或者南越政府有密切关系的人纷纷逃向美国，引发越南第一波大规模移民。这群人大部分教育程度较高且较为富有，有良好的英语掌握程度。根据美国有关部门1975年的统计，超过30%的第一波移民为医学或技术领域的精英人士。16.9%的人工作于运输领域，11.7%的人为商界人士，仅有4.9%的人为渔民或农民。这些高层次的移民主要通过三种方式撤离越南。西贡陷落前一个星期，1万5千名按照既定航班离开，8万人通过其他飞机撤离，最后一批通过美国海军船只撤离。在1975年的春天，有12万5千人撤离南越，1976年至1977年，有近5,000余人撤离。从越南离开后，他们首先到达位于菲律宾和关岛的接受营，然后被送往位于美国本土军事基地的临时住宅。在做好定居准备之后，志愿组织将帮助他们在全国范围内寻找经济和生活援助。
这些难民到达美国首先要面对的是美国人对越南战争所带来混乱和剧变的不满。1975年的一项民意调查显示只有36%的美国人对越南移民抱有好感。不过，美国政府则表达了其对越南移民的支持。1975年杰拉尔德·福特总统和国会通过了《印度支那移民和難民援助法》，使得越南难民可以特殊身份进入美国，并拨款4亿零500万美元用于帮助难民定居。为防止难民形成少数族群聚居区并减少对当地社会的影响，他们被分散于全国各地。不过几年之内，许多人定居于加利福尼亚州和德克萨斯州。
第二波难民潮开始于1978年并持续到80年代中期。由于共产党政府在政治和经济上的不稳定性导致了空前悲剧。南越人，特别是前军官和前政府雇员，被送往共产主义再教育营进行残酷的政治教育，私人经济被没收并国有化，大规模的饥荒蔓延。此外，由于中越战争导致华裔越南人遭受迫害。为了逃离这些残酷的环境，许多南越人登上拥挤而不安全的小渔船逃往海上逃离越南。与第一波移民潮中的70%来自于城市的高阶层移民不同，这次移民潮中的船民大部分处于社会底层。他们中的大部分是农民或渔民，小城镇的商人和前军事人员。他们中的幸运者在躲过沉船以及海盗的杀戮、强奸后，遇到外国船只或军队船只会将他们送往位于泰国、马来西亚、新加坡、印度尼西亚、香港或者菲律宾的避难所。在那里，他们被允许前往同意接受他们的国家。
这些船民的困境促使美国政府采取行动。1980年的难民法案减少了对越南难民进入美国的限制。在1978年至1982年间，有280,500名越南难民获得美国认可。为回应国际社会的抗议，在联合国难民署的督促下，越南政府通过了有序撤离法案，允许因为家庭团聚或人权原因合法的离开越南。同时，美国法律允许美国军官的后代（即亚裔美国人）和前政权的政治犯以及他们的家属进入美国。1992年越南移民达到了最高峰，许多被再教育营关押的人被释放并得到了家属的援助到达美国。在1981至2000年间，美国接受了531,310名越南政治难民。
二十世纪八十年代早期，越南难民在美国国内进行了二次移民。最初越南难民被安排于全国范围内他们能寻得帮助的地方。大部分（29,199）定居于加利福尼亚州，然后是德克萨斯州（9,130）和宾夕法尼亚州、华盛顿州、伊利诺伊、纽约和路易斯安那州。 几年后，由于严苛的气候和其他经济和社会因素，这些移民这开始迁往更温暖的州，例如加利福尼亚州和德克萨斯州，在这里他们能更接近越南人社区，有较好的工作和社会福利。

## 宗教
越南裔美國人宗教信仰(2012)
43％的越南裔美國人是佛教徒（漢傳佛教），同時也信奉道教、儒教和泛靈信仰（包括祖先崇拜）。
29％至40％的越南裔美國人是基督徒（主要為羅馬天主教，少數是新教）。
美國有150至165個越南佛教寺廟，大多數在美的越南佛寺宗派屬於北傳佛教的淨土宗（Tịnh Độ Tông）和禪宗（Thiền）；在美國越南佛教著名法師為釋一行（Thích Nhất Hạnh）和釋天恩（Thích Thiên-Ân）。

## 在美國的越南少数民族

### 越南華裔美国人
越南裔美國人社群中有相當數量是越南華裔（越南語：Người Hoa）。2013年，越南華裔佔越南裔美國人口的11.5％。一些越南華裔美國人使用粵語，以便和來自越南本土的華裔親屬交談。除了廣州話外，也有越南華裔美國人使用潮州話，泉漳話和客家話，少數越南華裔美國人也可以在商務和其他活動中使用漢語官話作為第三（或第四）語言。

### 越南裔混血
一些越南裔美國人是歐亞人：歐洲和亞洲人後裔。他們是法國殖民時期（1883-1945）或第一次印度支那戰爭（1946-1954）期間的越南人（包括華裔）和法國殖民者和士兵的後裔。美亞人是越南裔（包括越南華裔）父母和美國父母（白人或黑人）的後代。
移居美国的越南侨民与其他族裔的混血有NBA运动员傑倫·威廉斯等。

### 越南高棉族和占族
超過一百萬的美國高棉族和占族來自越南，一些越南裔美國人難民是下高棉人（越南語：Khơ Me Crộm/ Khmer Krom）或占族（越南語：người Chăm）。